# Wahl zum Repräsentantenhaus in Trinidad und Tobago 2025
Die Wahl zum Repräsentantenhaus in Trinidad und Tobago 2025 („general election“) fand am 28. April 2025 statt. Es war die 15. Wahl seit Erlangung der Unabhängigkeit von Großbritannien 1962 und die 23. landesweite Wahl in Trinidad und Tobago überhaupt. Sieger der Wahl war die Partei United National Congress (UNC), die damit nach zehn Jahren das People’s National Movement (PNM) an der Macht ablöste. Premierministerin wurde Kamla Persad-Bissessar.

## Wahlsystem

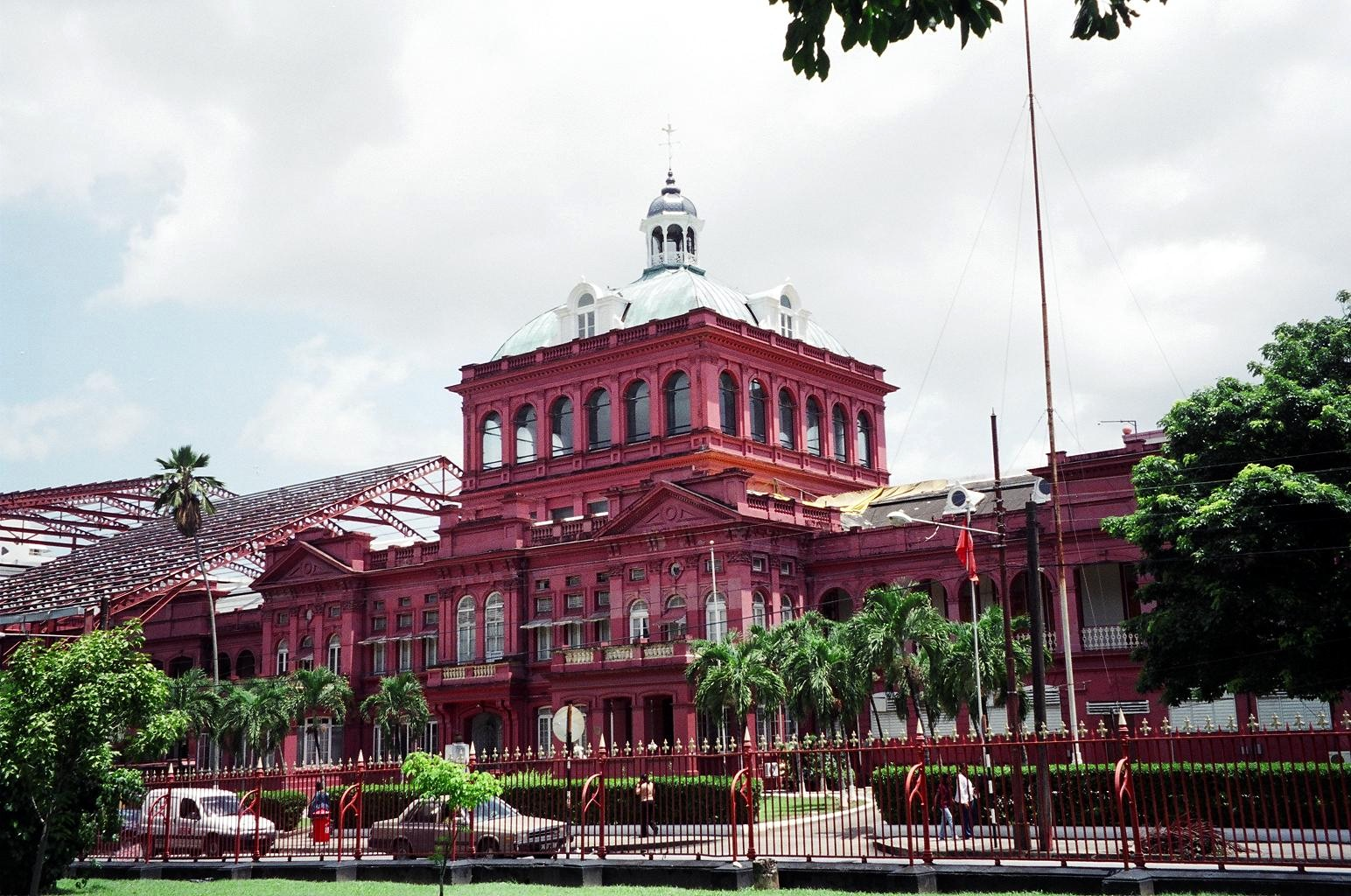
Das Red House, Sitz des trinidadischen Parlaments

Trinidad und Tobago hat nach Vorbild der ehemaligen Kolonialmacht Großbritannien ein Zweikammersystem. Während die 31 Mitglieder des Oberhauses, des Senats, vom Präsidenten ernannt werden, werden die 41 Mitglieder des Repräsentantenhauses alle fünf Jahre in freier und allgemeiner Wahl gewählt. Jedes Mitglied repräsentiert dabei einen Wahlkreis, den es gewinnen muss. Es gilt das Prinzip der Mehrheitswahl: Die Stimmen der in einem Wahlkreis unterlegenen Kandidaten verfallen. Dieses Wahlsystem ist in vielen ehemaligen britischen Kolonien sowie in Großbritannien selbst üblich und führt in der Regel zur Ausbildung eines Systems mit zwei oder drei landesweit dominierenden Parteien. In Trinidad sind dies die Parteien People’s National Movement (PNM) und United National Congress (UNC). Die zahlreichen kleineren Parteien spielen insofern eine Rolle, als sie mitunter prominente Kandidaten aufstellen, die aufgrund ihrer Popularität ihren Heimatwahlkreis gewinnen und somit ins Parlament einziehen. Die Kleinparteien werden deshalb von den beiden großen Parteien teils schon im Vorfeld umworben. Gleiches gilt für prominente Einzelkandidaten, die für Organisationen wie beispielsweise Gewerkschaften antreten. Alle Parteien können frei festlegen, welcher Kandidat in welchem Wahlkreis antritt. Der Vorsitzende der Partei oder des Parteienbündnisses, die oder das die meisten Wahlkreise gewinnt, wird von der Präsidentin mit der Regierungsbildung beauftragt.
Der Wahltermin wird von der Präsidentin (2025: Christine Kangaloo) festgelegt, die im Regelfall einer Empfehlung des amtierenden Premierministers folgt. Der Wahltag ist immer ein Montag; seit der Wahl zuvor (die am 10. August 2020 stattfand) müssen fünf Jahre vergangen sein. Der früheste mögliche reguläre Termin war mithin der 11. August, allerdings hat die Präsidentin ein Zeitfenster von 90 Tagen zur Verfügung, innerhalb dessen sie die Wahl frei festsetzen kann, so dass der späteste Termin der 3. November war.
Der Wahl ist eine neuntägige Registrierungsphase vorgeschaltet, in der sich Wähler für die die Wahl registrieren lassen können. Wahlberechtigt sind Staatsbürger des Landes ab 18 Jahren, die am Tag nach der Registrierungsphase (Qualifying Date) mindestens zwei Monate im Land gelebt haben, sowie Bürger eines Staates im Commonwealth of Nations ab 18 Jahren, die am Tag nach der Registrierungsphase mindestens ein Jahr im Land gelebt haben. Eine Möglichkeit für sich im Ausland befindende Bürger, an der Wahl teilzunehmen, ist nicht vorgesehen.

## Ausgangssituation

Die Wahlkreise vor 2025

Als Ergebnis der Wahl zum Repräsentantenhaus vom 10. August 2020 wurde die Regierung von der PNM gebildet. Im Repräsentantenhaus hatte die PNM 22 Sitze, die UNC 19. Premierminister wurde in zweiter Legislaturperiode Keith Rowley von der PNM, Oppositionsführerin Kamla Persad-Bissessar von der UNC, die von 2010 bis 2015 Premierministerin war.
Im April 2024 nahm die Elections and Boundaries Commission (EBC), die für Regeln und Ablauf der Wahl zuständige Behörde, Änderungen an den Wahlkreisen vor. Da alle 41 Wahlkreise das gleiche Gewicht im Parlament haben, achtet die EBC darauf, dass die Bevölkerungszahl der einzelnen Wahlkreise um nicht mehr als 10 % vom Mittel abweicht. In diesem Zusammenhang wurden die Grenzen von 16 Wahlkreisen leicht verschoben. Um sich verschiebende Siedlungsschwerpunkte besser abzubilden, wurden zudem fünf Wahlkreise umbenannt, der Wahlkreis „Arouca/Maloney“ wurde beispielsweise zum Wahlkreis „Trincity/Maloney“.
Am 16. März 2025 trat Rowley aus gesundheitlichen Gründen von seinen Ämtern zurück; sein Nachfolger als Premierminister wurde am Folgetag Energieminister Stuart Young. Als Spitzenkandidat des PNM für die Wahl war Young ein Novum in der trinidadischen Geschichte: Erstmals trat mit ihm ein Kandidat an, der keine afrotrinidadischen und keine indotrinidadischen Wurzeln hatte - Youngs Vorfahren väterlicherseits waren aus China nach Trinidad migriert. Zur allgemeinen Überraschung zog Young den Wahltermin durch einen (legalen) Kniff deutlich vor, indem er nur einen Tag nach seiner Inauguration das Parlament auflöste und die Präsidentin um Neuwahlen am 28. April 2025 bat. Politische Kommentatoren zeigten sich insbesondere irritiert davon, dass Young unmittelbar vor der Parlamentsauflösung noch sein Kabinett umstellte.

## Parteien und Kandidaten

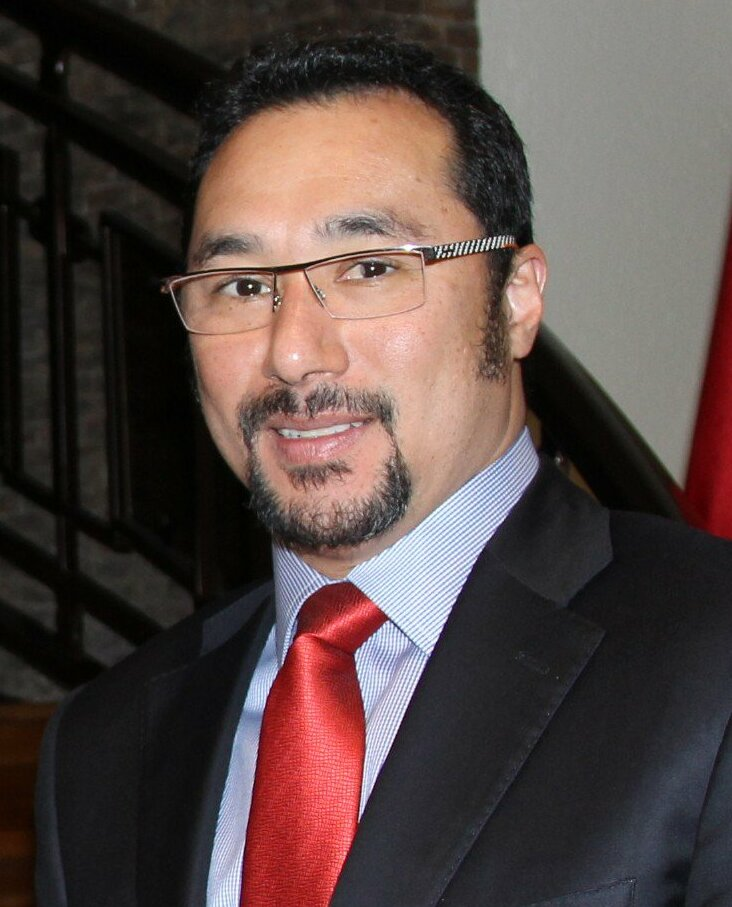
Stuart Young (PNM, 2016)

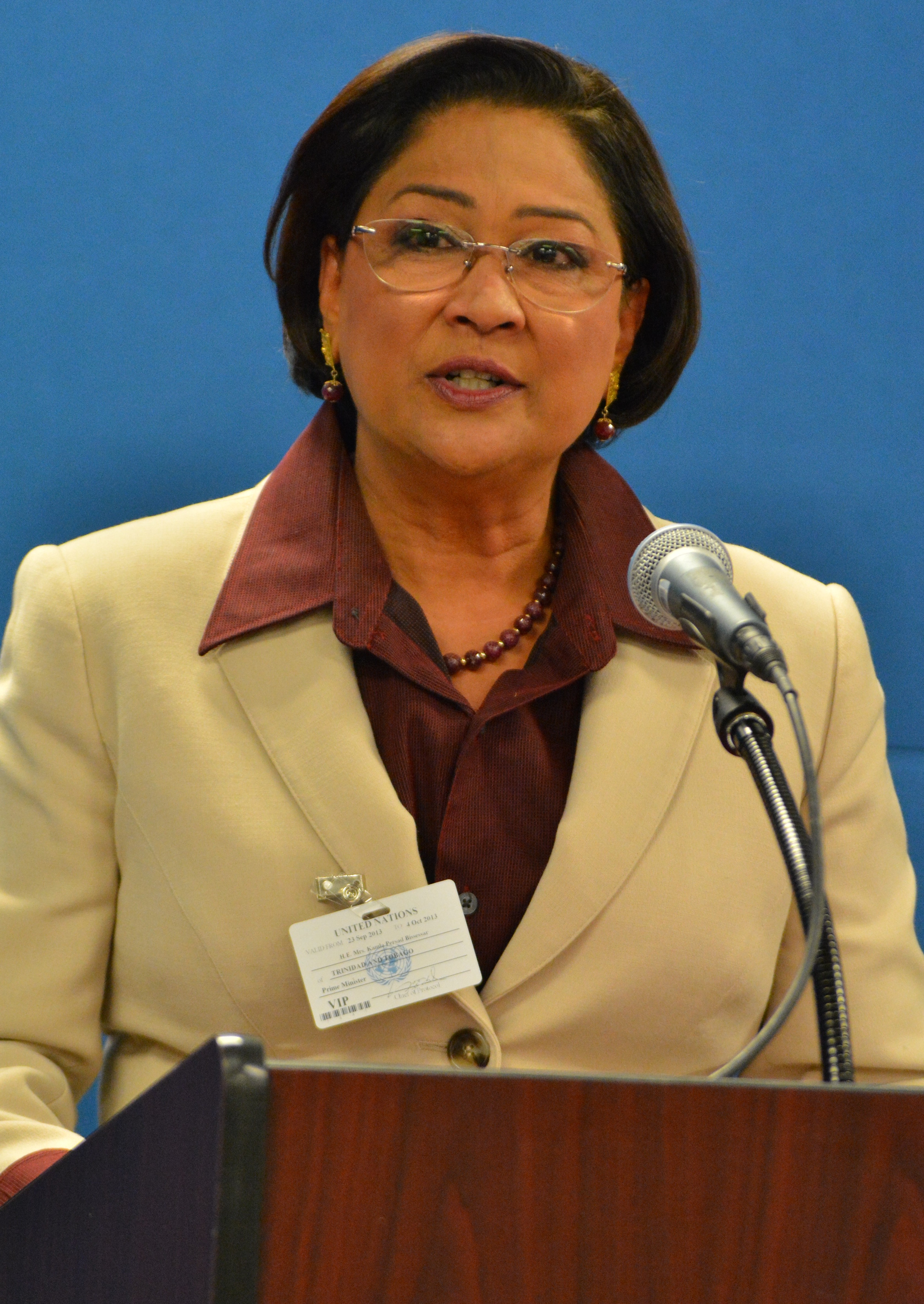
Kamla Persad-Bissessar (UNC, 2013)

Die folgenden 17 Parteien traten zur Wahl am 18. April 2025 an:
| Partei                                            | Kürzel | Vorsitzende(r)          | Wahlbezirke | Stimmen 2020 | Sitze von 41 (2020) |
| ------------------------------------------------- | ------ | ----------------------- | ----------- | ------------ | ------------------- |
| People’s National Movement                        | PNM    | Stuart Young            | 41          | 49,1 %       | 22                  |
| United National Congress                          | UNC    | Kamla Persad-Bissessar  | 34          | 47,1 %       | 19                  |
| Progressive Democratic Patriots                   | PDP    | Watson Duke             | 2           | 1,6 %        | 0                   |
| Progressive Empowerment Party                     | PEP    | Phillip Alexander       | 3           | 0,9 %        | 0                   |
| Movement for National Development                 | MND    | Garvin Nicholas         | 1           | 0,2 %        | 0                   |
| Trinidad Humanity Campaign                        | THC    | Marcus Ramkissoon       | 3           | 0,1 %        | 0                   |
| Congress of the People                            | COP    | Prakash Ramadhar        | 2           | 0,1 %        | 0                   |
| New National Vision                               | NNV    | Fuad Abu Bakr           | 1           | 0,1 %        | 0                   |
| National Coalition for Transformation             | NCT    | Nalini Dial             | 2           | 0,0 %        | 0                   |
| Unity of the People                               | UOTP   | Nickosy Phillips        | 1           | 0,0 %        | 0                   |
| Patriotic Front                                   | PF     | Mickela Panday          | 37          | ---          | ---                 |
| National Transformation Alliance                  | NTA    | Gary Griffith           | 17          | ---          | ---                 |
| All People’s Party                                | APP    | Kezel Jackson           | 8           | ---          | ---                 |
| Honesty, Opportunity, Performance and Empowerment | HOPE   | Timothy Hamel-Smith     | 5           | ---          | ---                 |
| Innovative Democratic Alliance                    | IDA    | Denise Tsoiafatt-Angus  | 2           | ---          | ---                 |
| Tobago People’s Party                             | TPP    | Farley Chavez Augustine | 2           | ---          | ---                 |
| Class Action Reform Movement                      | CARM   | Ricardo Phillip         | 1           | ---          | ---                 |
| The Hyarima Movement                              | THM    | Francis Morean          | 1           | ---          | ---                 |

### Positionen
Signifikante Unterschiede in den Programmen der beiden großen Parteien UNC und PNM sind nicht zu erkennen. Der UNC ist traditionell eher eine Partei der Indo-Trinidadier, während Afro-Trinidadier die Mehrheit der Basis des PNM ausmachen. Rassenunterschiede spielen in Trinidad aber eine untergeordnete Rolle, die dominierenden Themenkomplexe in den Medien sind die stagnierende Wirtschaft und die hohe Rate an Gewaltkriminalität; hier behaupten beide Parteien die bessere Eignung zu ihrer Bekämpfung. Der Wirtschaftswissenschaftler Vanus James bezeichnete die Wirtschafts-bezogenen Positionen der Parteien als „von der ökonomischen Realität abgekoppelt“. Nachdem die PNM-Regierung 2019 Anbau und Besitz von Cannabis legalisiert hatte, nahm der UNC für die 2025er-Wahl eine Regulierung und Förderung für den Agrarsektor in ihr Programm auf.
Einige Parteien vertreten ausschließlich regionale Positionen. Das betrifft insbesondere die Parteien IDA, PDP und TPP, die ausschließlich auf Tobago kandidieren und für regionale Autonomie eintreten, und die MND, die für die Interessen der Region Diego Martin eintritt.

## Ablauf
Bereits im Dezember 2024 ging der UNC ein Wahlbündnis mit drei kleineren Parteien ein: Der Progressive Empowerment Party (PEP), dem Movement for National Development (MND) unter dem ehemaligen Generalstaatsanwalt Garvin Nicholas und dem Congress of the People (COP). Bereits bei den Wahlen 2010 und 2015 war der UNC im Rahmen eines Wahlbündnisses (der People’s Partnership) angetreten, 2010 mit Erfolg. Im Rahmen der Formierung des Wahlbündnisses für 2025 sicherte sich der UNC auch die Unterstützung von fünf landesweiten Gewerkschaften. Der COP zog sich später aus dem Bündnis zurück.
Im Februar 2025 schmiedeten die Kleinparteien National Transformation Alliance (NTA) und Honesty, Opportunity, Performance and Empowerment (HOPE) sowie die NGO Community Reformation Network (CRN) das Wahlbündnis People’s Alliance.
Die Ausrichtung der Wahl unterlag der staatlichen Elections and Boundaries Commission (EBC). Im Gegensatz zur letzten Wahl gab es diesmal internationale Wahlbeobachter: Zunächst lud die trinidadische Regierung die CARICOM ein, eine Kommission zu entsenden, später auf Bitte der Oppositionsführerin Persad-Bissessar hin auch das Commonwealth Secretariat und das Carter Center.
Ende Februar 2025 trat der UNC-Parlamentsabgeordnete Dinesh Rambally von seiner Kandidatur zurück. Er begründete seinen Schritt damit, dass die UNC-Führung in ihrer Kommunikation nach außen ein für ihn nicht mehr tolerierbares Maß an Rassismus und Intoleranz angenommen habe. In der Folge traten weitere prominente UNC-Mitglieder aus der Partei aus und teils in das PNM ein. Im April 2025 traten der ehemalige Generalstaatsanwalt John Jeremie und der ehemalige Geheimdienstchef Roger Best medienwirksam aus dem PNM aus und in den UNC ein.
Ende März 2025 geriet der PNM-Wohnungsbauminister und Kandidat für den Wahlkreis Laventille East/Morvant Adrian Leonce unter Druck, als bekannt wurde, dass er 2023 gemeinsam mit einer Person aus dem Umfeld der organisierten Kriminalität in Großbritannien eine Firma registriert hatte, wobei er die Adresse eines unbeteiligten, in Großbritannien wohnhaften, trinidadischen Geschäftsmannes nutzte.
Im April 2025, eine Woche vor den Wahlen, rief der ehemalige Parlamentssprecher Nizam Mohammed die muslimische Bevölkerung des Landes, etwa 6 % der Bevölkerung, zum Boykott der Wahl auf. Er begründete den Aufruf mit der ausgebliebenen Bemühungen von Regierung und Opposition, in syrischen Flüchtlingscamps feststeckende Trinidadier nach Hause zu holen. Mohammed ist Vorsitzender des Repatriation Committee, einer Organisation für die Rückholung ebendieser Zielgruppe. Der Boykottaufruf fand in den Medien kein bedeutendes Echo. In derselben Woche beschuldigte UNC-Senatsmitglied und ehemaliger Senatssprecher Wade Mark belegfrei die EBC, mit dem PNM zu paktieren und die Wahl gegen den Willen des Volkes „stehlen“ zu wollen.
Wahlumfragen sagten bis kurz vor Wahlbeginn ein knappes Ergebnis voraus. Eine vom Politikwissenschaftler Hamid Ghany in Zusammenarbeit mit dem Trinidad Guardian zwischen dem 10. und 13. April durchgeführte Umfrage ergab zwar eine absolute Stimmenmehrheit für die UNC-geführte Koalition. Wegen des Mehrheitswahlprinzips ist aber nur die Anzahl gewonnener Wahlkreise relevant; hier sind viele Wahlkreise klar dem PNM respektive dem UNC zuzuordnen, während in einigen Wahlkreisen die Ergebnisse traditionell wechseln. Für diese machte Ghanys Studie ein knappes Ergebnis aus.

## Wahlergebnis

Sitzverteilung im Parlament

Gegen 22:00 waren am Wahltag hinreichend Wahlkreise ausgezählt, um den Sieg der UNC zu verkünden. Für die PNM erkannten Keith Rowley und Stuart Young im Rahmen einer Pressekonferenz die Niederlage an.
1.153.850 Trinidadier waren wahlberechtigt; die Wahlbeteiligung betrug 54 %. Die EBC gab am 29. April vorläufige Ergebnisse bekannt - da die UNC in drei Wahlkreisen Nachzählungen beantragt hatte, wurde das amtliche Endergebnis für den Folgetag angekündigt. Die UNC gewann demnach in 26 von 41 Wahlkreisen, die PNM in 13 und die TPP in 2. Dass die UNC in fast zwei Dritteln der Wahlkreise gewann, stellte einen deutlich klareren Wahlausgang dar als das knappe Ergebnis der Wahl 2020. Wahlkreisübergreifend erhielt die UNC 334.874 Stimmen, die PNM 220.160.
Die beiden Wahlkreise auf Tobago, die zuvor vom PNM gehalten wurden, gingen an die erstmalig angetretene Tobago People’s Party (TPP). Die UNC war auf Tobago nicht angetreten. Beide PNM-Kandidatinnen waren durch Ministerposten im Kabinett Young landesweit bekannt. Die TPP stellten zum Wahlzeitpunkt auf Tobago allerdings die Regionalregierung.
| Wahlkreis                          | Region                  | Sieger                 | Partei |
| ---------------------------------- | ----------------------- | ---------------------- | ------ |
| Aranguez/St Joseph                 | San Juan-Laventille     | Devesh Maharaj         | UNC    |
| Arima                              | Arima                   | Pennelope Beckles      | PNM    |
| Arouca/Lopinot                     | Tunapuna-Piarco         | Marvin Gonzales        | PNM    |
| Barataria/San Juan                 | San Juan-Laventille     | Saddam Hosein          | UNC    |
| Caroni Central                     | Couva-Tabaquite-Talparo | David Lee              | UNC    |
| Caroni East                        | Couva-Tabaquite-Talparo | Rishad Seecheran       | UNC    |
| Chaguanas East                     | Chaguanas               | Vandana Mohit          | UNC    |
| Chaguanas West                     | Chaguanas               | Colin Neil Gosine      | UNC    |
| Claxton Bay                        | Couva-Tabaquite-Talparo | Hansen Narinesingh     | UNC    |
| Couva North                        | Couva-Tabaquite-Talparo | Jearlean John          | UNC    |
| Couva South                        | Couva-Tabaquite-Talparo | Barry Padarath         | UNC    |
| Cumuto/Manzanilla                  | Sangre Grande           | Shivanna Sam           | UNC    |
| Diego Martin Central               | Diego Martin            | Symon de Nobriga       | PNM    |
| Diego Martin North/East            | Diego Martin            | Colm Imbert            | PNM    |
| Diego Martin West                  | Diego Martin            | Hans des Vignes        | PNM    |
| Fyzabad                            | Siparia                 | Davendranath Tancoo    | UNC    |
| La Brea                            | Siparia                 | Clyde Elder            | UNC    |
| La Horquetta/Talparo               | Couva-Tabaquite-Talparo | Phillip Watts          | UNC    |
| Laventille East/Morvant            | San Juan-Laventille     | Christian Birchwood    | PNM    |
| Laventille West                    | San Juan-Laventille     | Kareem Marcelle        | PNM    |
| Malabar/Mausica                    | Tunapuna-Piarco         | Dominic Romain         | PNM    |
| Mayaro                             | Mayaro-Rio Claro        | Nicholas Morris        | UNC    |
| Moruga/Tableland                   | Princes Town            | Michelle Benjamin      | UNC    |
| Naparima                           | Princes Town            | Narindra Roopnarine    | UNC    |
| Oropouche East                     | Penal-Debe              | Roodal Moonilal        | UNC    |
| Oropouche West                     | Penal-Debe              | Lackram Bodoe          | UNC    |
| Point Fortin                       | Point Fortin            | Ernesto Kesar          | PNM    |
| Port of Spain North/St. Ann's West | Port of Spain           | Stuart Young           | PNM    |
| Port of Spain South                | Port of Spain           | Keith Scotland         | PNM    |
| Princes Town                       | Princes Town            | Aiyna Ali              | UNC    |
| San Fernando East                  | San Fernando            | Brian Manning          | PNM    |
| San Fernando West                  | San Fernando            | Michael Dowlath        | UNC    |
| Siparia                            | Siparia                 | Kamla Persad-Bissessar | UNC    |
| St. Ann’s East                     | Port of Spain           | Nyan Gadsby-Dolly      | PNM    |
| St. Augustine                      | Tunapuna-Piarco         | Khadijah Ameen         | UNC    |
| Tabaquite                          | Couva-Tabaquite-Talparo | Sean Sobers            | UNC    |
| Tobago East                        | Tobago                  | David Joseph Thomas    | TPP    |
| Tobago West                        | Tobago                  | Joel Sampson           | TPP    |
| Toco/Sangre Grande                 | Sangre Grande           | Wayne Sturge           | UNC    |
| Trincity/Maloney                   | Tunapuna-Piarco         | Camille Robinson-Regis | PNM    |
| Tunapuna                           | Tunapuna-Piarco         | Roger Alexander        | UNC    |

## Folgen
Kamla Persad-Bissessar wurde am 1. Mai 2025 als neue Premierministerin Trinidads vereidigt, was ihren Vorgänger Stuart Young nach 45 Tagen im Amt zum Premierminister mit der kürzesten Amtszeit machte. Persad-Bissessars Kabinett wurde am 3. Mai vereidigt:
| Posten                                          | Name                   | Partei |
| ----------------------------------------------- | ---------------------- | ------ |
| Premierministerin                               | Kamla Persad-Bissessar | UNC    |
| Generalstaatsanwalt                             | John Jeremie           | UNC    |
| Finanzminister                                  | Davendranath Tancoo    | UNC    |
| Energieminister                                 | Roodal Moonilal        | UNC    |
| Verteidigungsminister                           | Wayne Sturge           | UNC    |
| Heimatschutzminister                            | Roger Alexander        | UNC    |
| Justizminister                                  | Devesh Maharaj         | UNC    |
| Agrarminister                                   | Saddam Hosein          | UNC    |
| Außenminister                                   | Sean Sobers            | UNC    |
| Sozial- und Familienministerin                  | Vandana Mohit          | UNC    |
| Minister für wirtschaftliche Entwicklung        | Kennedy Swaratsingh    | UNC    |
| Kultusministerin                                | Michelle Benjamin      | UNC    |
| Ministerin für regionale Entwicklung            | Khadijah Ameen         | UNC    |
| Landwirtschaftsminister                         | Ravi Ratiram           | UNC    |
| Minister für Wohnungsbau                        | David Lee              | UNC    |
| Verkehrsminister                                | Eli Zakour             | UNC    |
| Ministerin für Infrastruktur                    | Jearlean John          | UNC    |
| Minister für öffentliche Versorgungsunternehmen | Barry Padarath         | UNC    |
| Minister für öffentliche Verwaltung und KI      | Dominic Smith          | UNC    |
| Gesundheitsminister                             | Lackram Bodoe          | UNC    |
| Bildungsminister                                | Michael Dowlath        | UNC    |
| Minister für tertiäre Bildung und Fortbildung   | Prakash Persad         | UNC    |
| Arbeitsminister                                 | Leroy Baptiste         | UNC    |
| Sport- und Jugendminister                       | Phillip Watts          | UNC    |
| Handels- und Tourismusminister                  | Kama Maharaj           | UNC    |